# Bacharelado interdisciplinar
O bacharelado interdisciplinar (BI) é uma modalidade de graduação plena oferecida por inúmeras universidades no Brasil e no mundo, compreendendo uma ampla articulação de conhecimentos e saberes.
Esses cursos permitem uma mobilidade do estudante através de departamentos e disciplinas, além de cobrar uma área de concentração, formando assim estudantes com conhecimentos amplos e habilidades profundas em uma área do saber. Com esse conhecimento, há a possibilidade de uma posterior formação profissional em um segundo ciclo ou pós-graduação.
O estudante sai preparado a adaptar às mudanças da sociedade, tecnologias e do mercado, além de estar pronto para avaliar e utilizar criticamente as informações.

## Regime de ciclos
Como o curso superior brasileiro possui uns 200 anos, ele iniciou seguindo o modelo francês e alemão até que em 1960 o modelo norte-americano começou a ser adaptado.
O projeto original do antropólogo Darcy Ribeiro em 1996 foi baseado neste modelo americano que tem uma visão mais próxima de uma gestão empresarial, vivida na globalização econômica e social da atualidade. Este novo modelo é baseado em ciclos, o qual ao ser implementado pelo Plano de Reestruturação e Expansão das Universidades Federais (Reuni) pela Lei nº 6.096 de 24 de abril de 2007 tinha como objetivo ampliar o acesso dos estudantes e criar as condições de sua permanência no ensino superior.
Essa oferta do curso de BI em 3 ciclos, de modo inovador, faz parte do projeto Universidade Nova. a qual visa combater a profissionalização precoce e a evasão dos cursos de graduação, tentando superar a dicotomia dos modelos de Bolonha e americano. Além de enfrentar o desafio de garantir o padrão de qualidade e quantidade da educação superior brasileira em comparação com as universidades do mundo.
O primeiro ciclo, caracteriza-se por formar os alunos no modelo interdisciplinar, passando pelas áreas de produção científica, tecnológica, artística, social e cultural. Ela é pré-requisito para os próximos ciclos.
Com a conclusão do primeiro ciclo, o aluno escolhe de uma área específica para profissão.